# Serie A2 2010-2011 (hockey su pista)
La Serie A2 2010-2011 è stata il torneo di secondo livello del campionato italiano di hockey su pista per la stagione 2010-2011. Esso è organizzato dalla Lega Nazionale Hockey su mandato della Federazione Italiana Hockey e Pattinaggio. La competizione è iniziata il 16 ottobre 2010 e si è conclusa il 30 aprile 2011.
Al termine dei play-off promozione sono stati promossi in Serie A1 l'Amatori Vercelli (poi esclusa dalla massima divisione per il mancato rispetto degli obblighi in materia di attività giovanile) e il Matera mentre il Trissino centra la promozione dopo i play-out con le squadre della categoria maggiore; sono retrocessi in Serie B il Roller Scandiano e il Modena.

## Squadre partecipanti
| Club               | Stagione | Città                          | Impianto                 | Stagione precedente                                   |
| ------------------ | -------- | ------------------------------ | ------------------------ | ----------------------------------------------------- |
| Amatori Vercelli   | dettagli | Vercelli                       | PalaPregnolato           | 11° in Serie A2                                       |
| Castiglione        | dettagli | Castiglione della Pescaia (GR) | Pala Casa Mora           | 1° in Serie B girone C, 1° alle final eight, promosso |
| Correggio          | dettagli | Correggio (RE)                 | Palasport Dorando Pietri | 13° in Serie A1, retrocesso                           |
| Matera             | dettagli | Matera                         | Sportintenda             | 7° in Serie A2                                        |
| Modena             | dettagli | Modena                         | PalaMolza                | 10° in Serie A2                                       |
| Roller 3000        | dettagli | Novara                         | Palasport Dal Lago       | 6° in Serie A2                                        |
| Roller Salerno     | dettagli | Salerno                        | PalaTulimieri            | 1° in Serie B girone E, 2° alle final eight, promosso |
| Roller Scandiano   | dettagli | Scandiano (RE)                 | PalaRegnani              | 8º in Serie A2                                        |
| Sandrigo           | dettagli | Sandrigo (VI)                  | Palasport di Sandrigo    | 12° in Serie A2                                       |
| Thiene             | dettagli | Thiene (VI)                    | PalaCeccato              | 3° in Serie A2                                        |
| Trissino           | dettagli | Trissino (VI)                  | Palasport di Trissino    | 14° in Serie A1, retrocesso                           |
| Villa d'Oro Modena | dettagli | Modena                         | PalaMolza                | 1° in Serie B girone D, 3° alle final eight, promosso |

## Stagione regolare

### Risultati
| Andata (1ª) | Andata (1ª) | Prima giornata                      | Ritorno (12ª) | Ritorno (12ª) |
|             |             |                                     |               |               |
| 16 ott.     | 2-2         | Modena-Correggio                    | 4-6           | 8 gen.        |
| 16 ott.     | 4-6         | Sandrigo-Trissino                   | 1-1           | 8 gen.        |
| 16 ott.     | 5-2         | Roller Novara-Thiene                | 2-3           | 8 gen.        |
| 16 ott.     | 7-6         | Roller Scandiano-Villa d'Oro Modena | 5-6           | 8 gen.        |
| 16 ott.     | 5-12        | Castiglione-Matera                  | 3-7           | 8 gen.        |
| 16 ott.     | 0-0         | Roller Salerno-Amatori Vercelli     | 2-7           | 8 gen.        |

| Andata (2ª) | Andata (2ª) | Seconda giornata                 | Ritorno (13ª) | Ritorno (13ª) |
|             |             |                                  |               |               |
| 23 ott.     | 3-7         | Correggio-Sandrigo               | 2-1           | 11 gen.       |
| 23 ott.     | 8-3         | Trissino-Modena                  | 3-2           | 11 gen.       |
| 23 ott.     | 5-5         | Thiene-Roller Scandiano          | 7-3           | 11 gen.       |
| 23 ott.     | 4-4         | Villa d'Oro Modena-Roller Novara | 3-5           | 11 gen.       |
| 23 ott.     | 6-4         | Matera-Roller Salerno            | 7-4           | 11 gen.       |
| 23 ott.     | 4-6         | Amatori Vercelli-Castiglione     | 4-2           | 11 gen.       |

| Andata (3ª) | Andata (3ª) | Terza giornata                    | Ritorno (14ª) | Ritorno (14ª) |
|             |             |                                   |               |               |
| 30 ott.     | 1-4         | Modena-Thiene                     | 5-9           | 15 gen.       |
| 30 ott.     | 8-4         | Sandrigo-Matera                   | 3-8           | 15 gen.       |
| 30 ott.     | 4-3         | Roller Novara-Correggio           | 3-4           | 15 gen.       |
| 30 ott.     | 3-4         | Roller Scandiano-Amatori Vercelli | 2-2           | 15 gen.       |
| 30 ott.     | 3-3         | Castiglione-Trissino              | 2-7           | 15 gen.       |
| 30 ott.     | 3-5         | Roller Salerno-Villa d'Oro Modena | 2-5           | 15 gen.       |

| Andata (4ª) | Andata (4ª) | Quarta giornata            | Ritorno (15ª) | Ritorno (15ª) |
|             |             |                            |               |               |
| 6 nov.      | 4-3         | Correggio-Roller Scandiano | 5-1           | 22 gen.       |
| 6 nov.      | 9-3         | Trissino-Salerno           | 2-0           | 22 gen.       |
| 6 nov.      | 8-4         | Thiene-Castiglione         | 4-7           | 22 gen.       |
| 6 nov.      | 3-3         | Villa d'Oro Modena-Modena  | 4-7           | 22 gen.       |
| 6 nov.      | 4-5         | Matera-Roller Novara       | 6-12          | 22 gen.       |
| 6 nov.      | 3-4         | Amatori Vercelli-Sandrigo  | 2-3           | 22 gen.       |

| Andata (5ª) | Andata (5ª) | Quinta giornata                | Ritorno (16ª) | Ritorno (16ª) |
|             |             |                                |               |               |
| 13 nov.     | 7-4         | Modena-Matera                  | 1-10          | 29 gen.       |
| 13 nov.     | 7-5         | Sandrigo-Villa d'Oro Modena    | 3-3           | 29 gen.       |
| 13 nov.     | 4-3         | Roller Novara-Amatori Vercelli | 7-6           | 29 gen.       |
| 13 nov.     | 4-6         | Roller Scandiano-Trissino      | 3-5           | 29 gen.       |
| 13 nov.     | 7-5         | Castiglione-Correggio          | 2-5           | 29 gen.       |
| 13 nov.     | 6-5         | Roller Salerno-Thiene          | 3-9           | 29 gen.       |

| Andata (6ª) | Andata (6ª) | Sesta giornata                 | Ritorno (17ª) | Ritorno (17ª) |
|             |             |                                |               |               |
| 20 nov.     | 4-1         | Correggio-Roller Salerno       | 4-3           | 5 feb.        |
| 20 nov.     | 5-0         | Trissino-Roller Novara         | 4-3           | 5 feb.        |
| 20 nov.     | 6-8         | Thiene-Sandrigo                | 5-6           | 5 feb.        |
| 20 nov.     | 4-4         | Villa d'Oro Modena-Castiglione | 4-6           | 5 feb.        |
| 20 nov.     | 6-6         | Matera-Roller Scandiano        | 9-2           | 5 feb.        |
| 20 nov.     | 5-5         | Amatori Vercelli-Modena        | 4-6           | 5 feb.        |

| Andata (7ª) | Andata (7ª) | Settima giornata               | Ritorno (18ª) | Ritorno (18ª) |
|             |             |                                |               |               |
| 27 nov.     | 2-9         | Modena-Sandrigo                | 4-5           | 12 feb.       |
| 27 nov.     | 0-2         | Correggio-Trissino             | 3-7           | 12 feb.       |
| 27 nov.     | 5-3         | Roller Novara-Roller Scandiano | 5-1           | 12 feb.       |
| 27 nov.     | 3-3         | Thiene-Villa d'Oro Modena      | 5-2           | 12 feb.       |
| 27 nov.     | 7-1         | Castiglione-Roller Salerno     | 2-3           | 12 feb.       |
| 27 nov.     | 11-4        | Matera-Amatori Vercelli        | 2-5           | 12 feb.       |

| Andata (8ª) | Andata (8ª) | Ottava giornata              | Ritorno (19ª) | Ritorno (19ª) |
|             |             |                              |               |               |
| 4 dic.      | 6-1         | Sandrigo-Roller Novara       | 8-8           | 19 feb.       |
| 4 dic.      | 6-5         | Trissino-Thiene              | 4-3           | 19 feb.       |
| 4 dic.      | 6-6         | Roller Scandiano-Castiglione | 1-5           | 19 feb.       |
| 4 dic.      | 1-4         | Villa d'Oro Modena-Matera    | 4-6           | 19 feb.       |
| 4 dic.      | 6-4         | Roller Salerno-Modena        | 3-6           | 19 feb.       |
| 4 dic.      | 4-2         | Amatori Vercelli-Correggio   | 2-1           | 19 feb.       |

| Andata (9ª) | Andata (9ª) | Nona giornata                       | Ritorno (20ª) | Ritorno (20ª) |
|             |             |                                     |               |               |
| 7 dic.      | 7-5         | Roller Novara-Modena                | 5-4           | 26 feb.       |
| 7 dic.      | 4-3         | Thiene-Correggio                    | 2-5           | 26 feb.       |
| 7 dic.      | 3-5         | Roller Scandiano-Rolle Salerno      | 2-4           | 26 feb.       |
| 7 dic.      | 6-6         | Villa d'Oro Modena-Amatori Vercelli | 2-4           | 26 feb.       |
| 7 dic.      | 3-3         | Castiglione-Sandrigo                | 3-8           | 26 feb.       |
| 7 dic.      | 5-3         | Matera-Trissino                     | 6-5           | 26 feb.       |

| Andata (10ª) | Andata (10ª) | Decima giornata              | Ritorno (21ª) | Ritorno (21ª) |
|              |              |                              |               |               |
| 11 dic.      | 3-4          | Modena-Roller Scandiano      | 6-8           | 5 mar.        |
| 11 dic.      | 3-4          | Correggio-Villa d'Oro Modena | 6-5           | 5 mar.        |
| 11 dic.      | 10-7         | Sandrigo-Roller Salerno      | 6-4           | 5 mar.        |
| 11 dic.      | 10-1         | Trissino-Amatori Vercelli    | 5-4           | 5 mar.        |
| 11 dic.      | 7-5          | Roller Novara-Castiglione    | 3-3           | 5 mar.        |
| 11 dic.      | 5-4          | Thiene-Matera                | 4-4           | 5 mar.        |

| \| Andata (11ª) \| Andata (11ª) \| Undicesima giornata \| Ritorno (22ª) \| Ritorno (22ª) \| \| \| \| \| \| \| \| 18 dic. \| 4-3 \| Roller Scandiano-Sandrigo \| 3-4 \| 12 mar. \| \| 18 dic. \| 4-4 \| Villa d'Oro Modena-Trissino \| 3-5 \| 12 mar. \| \| 18 dic. \| 8-3 \| Castiglione-Modena \| 6-4 \| 12 mar. \| \| 18 dic. \| 3-4 \| Matera-Correggio \| 6-8 \| 12 mar. \| \| 18 dic. \| 2-4 \| Roller Salerno-Roller Novara \| 1-8 \| 12 mar. \| \| 18 dic. \| 3-1 \| Amatori Vercelli-Thiene \| 3-5 \| 12 mar. \| |              |                              |               |               |
| Andata (11ª) | Andata (11ª) | Undicesima giornata          | Ritorno (22ª) | Ritorno (22ª) |
| |              |                              |               |               |
| 18 dic. | 4-3          | Roller Scandiano-Sandrigo    | 3-4           | 12 mar.       |
| 18 dic. | 4-4          | Villa d'Oro Modena-Trissino  | 3-5           | 12 mar.       |
| 18 dic. | 8-3          | Castiglione-Modena           | 6-4           | 12 mar.       |
| 18 dic. | 3-4          | Matera-Correggio             | 6-8           | 12 mar.       |
| 18 dic. | 2-4          | Roller Salerno-Roller Novara | 1-8           | 12 mar.       |
| 18 dic. | 3-1          | Amatori Vercelli-Thiene      | 3-5           | 12 mar.       |

### Classifica finale
|  | Pos. | Squadra            | Pt | G  | V  | N | P  | GF  | GS  | DR  |
|  | ---- | ------------------ | -- | -- | -- | - | -- | --- | --- | --- |
|  | 1.   | Trissino           | 51 | 22 | 16 | 3 | 3  | 109 | 63  | +46 |
|  | 2.   | Roller 3000        | 45 | 22 | 14 | 3 | 5  | 107 | 85  | +22 |
|  | 3.   | Sandrigo           | 43 | 22 | 13 | 4 | 5  | 115 | 89  | +26 |
|  | 4.   | Matera             | 38 | 22 | 12 | 2 | 8  | 134 | 103 | +31 |
|  | 5.   | Correggio          | 37 | 22 | 12 | 1 | 9  | 82  | 77  | +5  |
|  | 6.   | Thiene             | 33 | 22 | 10 | 3 | 9  | 104 | 92  | +12 |
|  | 7.   | Amatori Vercelli   | 31 | 22 | 9  | 4 | 9  | 81  | 88  | -7  |
|  | 8.   | Castiglione        | 29 | 22 | 8  | 5 | 9  | 99  | 106 | -7  |
|  | 9.   | Villa d'Oro Modena | 19 | 22 | 4  | 7 | 11 | 86  | 102 | -16 |
|  | 10.  | Roller Salerno     | 19 | 22 | 6  | 1 | 15 | 69  | 113 | -44 |
|  | 11.  | Roller Scandiano   | 16 | 22 | 4  | 4 | 14 | 79  | 111 | -32 |
|  | 12.  | Modena             | 15 | 22 | 4  | 3 | 15 | 87  | 123 | -39 |

Legenda:
  Partecipa ai play-off promozione.
      Promosse in Serie A1 2011-2012.
      Retrocesse in Serie B 2011-2012.
Note:
Tre punti a vittoria, uno per il pareggio, zero a sconfitta.

## Play-off promozione

### Tabellone
|  | Quarti di finale | Quarti di finale | Quarti di finale | Quarti di finale | Quarti di finale |  |  | Semifinali | Semifinali       | Semifinali       | Semifinali       | Semifinali |  |  | Finale | Finale | Finale |  |
|  |                  |                  |                  |                  |                  |  |  |            |                  |                  |                  |            |  |  |        |        |        |  |
|  | 1                | Trissino         | Trissino         | 5                | 10               |  |  |            |                  |                  |                  |            |  |  |        |        |        |  |
|  | 8                | Castiglione      | Castiglione      | 4                | 5                |  |  | 1          | Trissino         | 3                | 8                | 6          |  |  |        |        |        |  |
|  | 4                | Matera           | 7                | 7                | 7                |  |  | 4          | Matera           | 5                | 7                | 7          |  |  |        |        |        |  |
|  | 5                | Correggio        | 3                | 8                | 6                |  |  |            |                  |                  |                  |            |  |  | 4      | Matera | 4      |  |
|  | 3                | Sandrigo         | Sandrigo         | 4                | 6                |  |  |            |                  | 7                | Amatori Vercelli | 5          |  |  |        |        |        |  |
|  | 6                | Thiene           | Thiene           | 6                | 7                |  |  | 6          | Thiene           | Thiene           | 3                | 5          |  |  |        |        |        |  |
|  | 2                | Roller 3000      | Roller 3000      | 2                | 3                |  |  | 7          | Amatori Vercelli | Amatori Vercelli | 4                | 6          |  |  |        |        |        |  |
|  | 7                | Amatori Vercelli | Amatori Vercelli | 4                | 5                |  |  |            |                  |                  |                  |            |  |  |        |        |        |  |

### Quarti di finale
(1) Trissino vs. (8) Castiglione
| Arbitri: | Barbarisi (Salerno) Minnone (Forte dei Marmi) |

|                                                       |            |                                                                          |
| Brunelli 13'47" 43'38" Martelli 16'51" Salvini 34'53" | Marcatori  | Pasquale 9'32" Bertinato 22'56" 36'12" Campagnolo 41'56" Volpiana 46'15" |
| Filippo Guerrieri                                     | Allenatori | Luca Chiarello                                                           |

| Arbitri: | Davoli (Correggio) Di Domenico (Modena) |

| |            |                                                                   |
| Campagnolo 9'25" 27'00" Pasquale 11'47" 26'22" Sperotto 13'55" 25'16" 33'34" Clodelli 40'25" 43'05" Volpiana 40'53" | Marcatori  | Brunelli 7'22" Salvini 22'48" 45'46" Tisato 29'00" Nerozzi 46'26" |
| Luca Chiarello | Allenatori | Filippo Guerrieri                                                 |

(4) Matera vs. (5) Correggio
| Arbitri: | Ramina (Trissino (Italia)) Fabris (Thiene) |

|                               |            |                                                                                           |
| Depietri 14'04" 16'04" 39'05" | Marcatori  | Papapietro 5'14" 11'59" 19'52" 30'04" Gaudiano 10'08" Santeramo 36'36" Vivilecchia 46'33" |
| Massimo Baraldi               | Allenatori | Michele Barbano                                                                           |

| Arbitri: | Strippoli (Bari) Silecchia (Giovinazzo) |

|                                                                                       |            |                                                                                        |
| Vivilecchia 10'59" Nicoletti 11'54" 18'55" Santeramo 13'55" 34'18" 46'56" Guida 39'44 | Marcatori  | De Pietri 6'44" 31'29" 33'30" 46'04" 47'23" 51'52" Fattori 11'07" Matteo Farina 39'51" |
| Michele Barbano                                                                       | Allenatori | Massimo Baraldi                                                                        |

| Arbitri: | Barbarisi (Salerno) Giovine (Salerno) |

|                                                                             |            |                                                             |
| Cellura 0'24" Vivilecchia 8'54" 19'48" Santeramo 9'55" 13'55" 37'26" 46'15" | Marcatori  | Fattori 12'53" 15'37" 29'25" De Pietri 18'03" 21'16" 44'26" |
| Michele Barbano                                                             | Allenatori | Massimo Baraldi                                             |

(3) Sandrigo vs. (6) Thiene
| Arbitri: | Eccelsi (Novara) Marra (Salerno) |

|                                                                      |            |                                                                  |
| Berto 0'06" 29'42" 32'28" Marchioretto 6'03" Casarotto 21'26" 34'23" | Marcatori  | Fabris 1'38" Gasparotto 30'39" Crovadore 31'07" Meneghini 45'04" |
| Ivano Zanfi                                                          | Allenatori | Roberto Zonta                                                    |

| Arbitri: | Corponi (Trissino (Italia)) Giovine (Eboli) |

|                                                                               |            |                                                                         |
| Fabris 14'30" Crovadore 15'45" Gasparotto 16'17" Meneghini 22'00 23'01" 34'10 | Marcatori  | Farinon 6'15" Berto 18'33" 37'32" 47'43" Casarotto 41'24" 43'46" 48'18" |
| Roberto Zonta                                                                 | Allenatori | Ivano Zanfi                                                             |

(2) Roller Novara vs. (7) Amatori Vercelli
| Arbitri: | Davoli (Correggio) Battocchio (Vicenza) |

|                                  |            |                                  |
| Perin 8'13" 39'42" 47'04" 48'19" | Marcatori  | Monteforte 28'39" Lombino 41'46" |
| Andrea Perin                     | Allenatori | Erasmo Marcon                    |

| Arbitri: | Carmazzi (Viareggio) Fasciano (Molfetta) |

|                                     |            |                                                                  |
| Brusa 23'12" 48'36" Enriquez 49'04" | Marcatori  | Francazio 7'26" 49'59" Perin 12'47" Costanzo 22'24" Amato 36'05" |
| Erasmo Marcon                       | Allenatori | Andrea Perin                                                     |

### Semifinali
(1) Trissino vs. (4) Matera
| Arbitri: | Perrone (Bari) Giangregorio (Giovinazzo) |

|                                                                   |            |                                                    |
| Santeramo 11'36" Cellura 34'13" L. Nicoletti 44'04" 46'49" 47'04" | Marcatori  | Campagnolo 15'48" Bertinato 23'18" Sperotto 29'09" |
| Michele Barbano                                                   | Allenatori | Luca Chiarello                                     |

| Arbitri: | Ferrari (Lucca) Ferraro (Vicenza) |

|                                                                                                  |            |                                                                                          |
| Campagnolo 12'32" 27'17" 40'35" 43'19" Bertinato 14'06" Sperotto 18'20" 20'09" Marchesini 39'14" | Marcatori  | Santeramo 3'15" Papapietro 12'05" 28'02" Cellura 21'22" 44'55" 49'07" Vivilecchia 27'35" |
| Luca Chiarello                                                                                   | Allenatori | Michele Barbano                                                                          |

| Arbitri: | Carmazzi (Viareggio) Cosci (Viareggio) |

|                                                                       |            |                                                                                           |
| Pasquale 0'43" 34'47" Bertinato 5'47" 19'48" Campagnolo 23'24" 46'11" | Marcatori  | Papapietro 13'51" Santeramo 13'59" 21'48" 30'05" Vivilecchia 44'35" 46'01" Cellura 53'15" |
| Luca Chiarello                                                        | Allenatori | Michele Barbano                                                                           |

(6) Thiene vs. (7) Amatori Vercelli
| Arbitri: | Fermi (Piacenza) Juorio (Salerno) |

|                                                  |            |                                     |
| Francazio 3'40" Amato 18'19" Perin 42'07" 42'15" | Marcatori  | Fona 11'47" Casarotto 31'20" 34'55" |
| Andrea Perin                                     | Allenatori | Ivano Zanfi                         |

| Arbitri: | Bonuccelli (Lucca) Cosci (Lucca) |

|                                                     |            |                                                                |
| Farinon 6'20" Casarotto 33'55" 38'42" 47'08" 48'31" | Marcatori  | Amato 19'32" 31'40" 42'35" Perin 24'31" 54'00" Cinquini 44'33" |
| Ivano Zanfi                                         | Allenatori | Andrea Perin                                                   |

### Finale
(4) Matera vs. (7) Amatori Vercelli
| Arbitri: | Ramina (Trissino (Italia)) Minonne (Forte dei Marmi) |

|              |            |                 |
| Andrea Perin | Allenatori | Michele Barbano |

## Verdetti
| Verdetto              | Club                                                     |
| --------------------- | -------------------------------------------------------- |
| Promosse in Serie A1  | Amatori Vercelli Matera Trissino vince il play-out A1/A2 |
| Retrocesse in Serie B | Roller Scandiano Modena                                  |